# Upsala (Minnesota)
Upsala is een plaats (city) in de Amerikaanse staat Minnesota, en valt bestuurlijk gezien onder Morrison County.

## Demografie
Bij de volkstelling in 2000 werd het aantal inwoners vastgesteld op 424.

## Geografie
Volgens het United States Census Bureau beslaat de plaats een oppervlakte van
8,4 km², geheel bestaande uit land.

## Plaatsen in de nabije omgeving
De onderstaande figuur toont nabijgelegen plaatsen in een straal van 16 km rond Upsala.

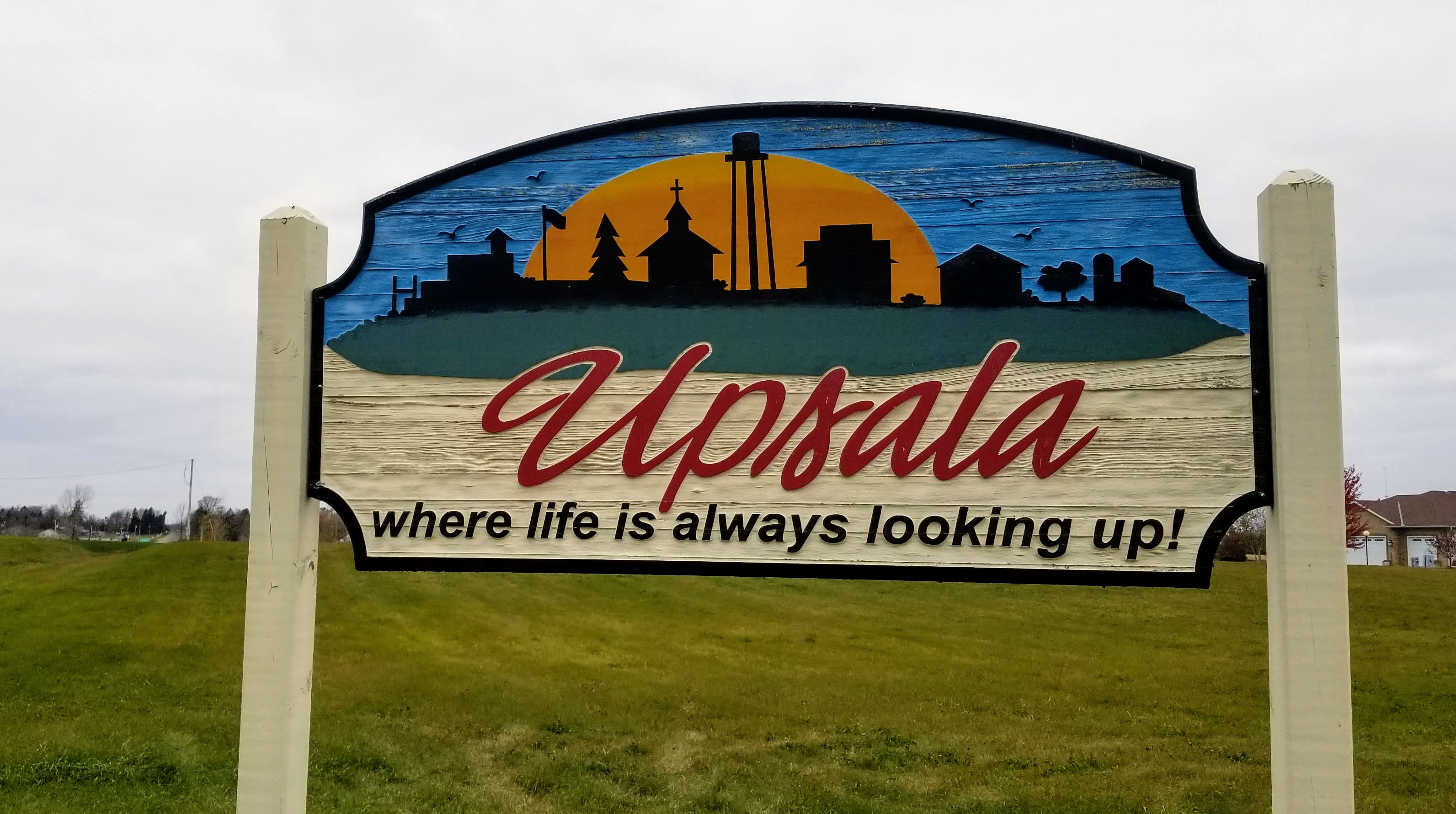
Upsala
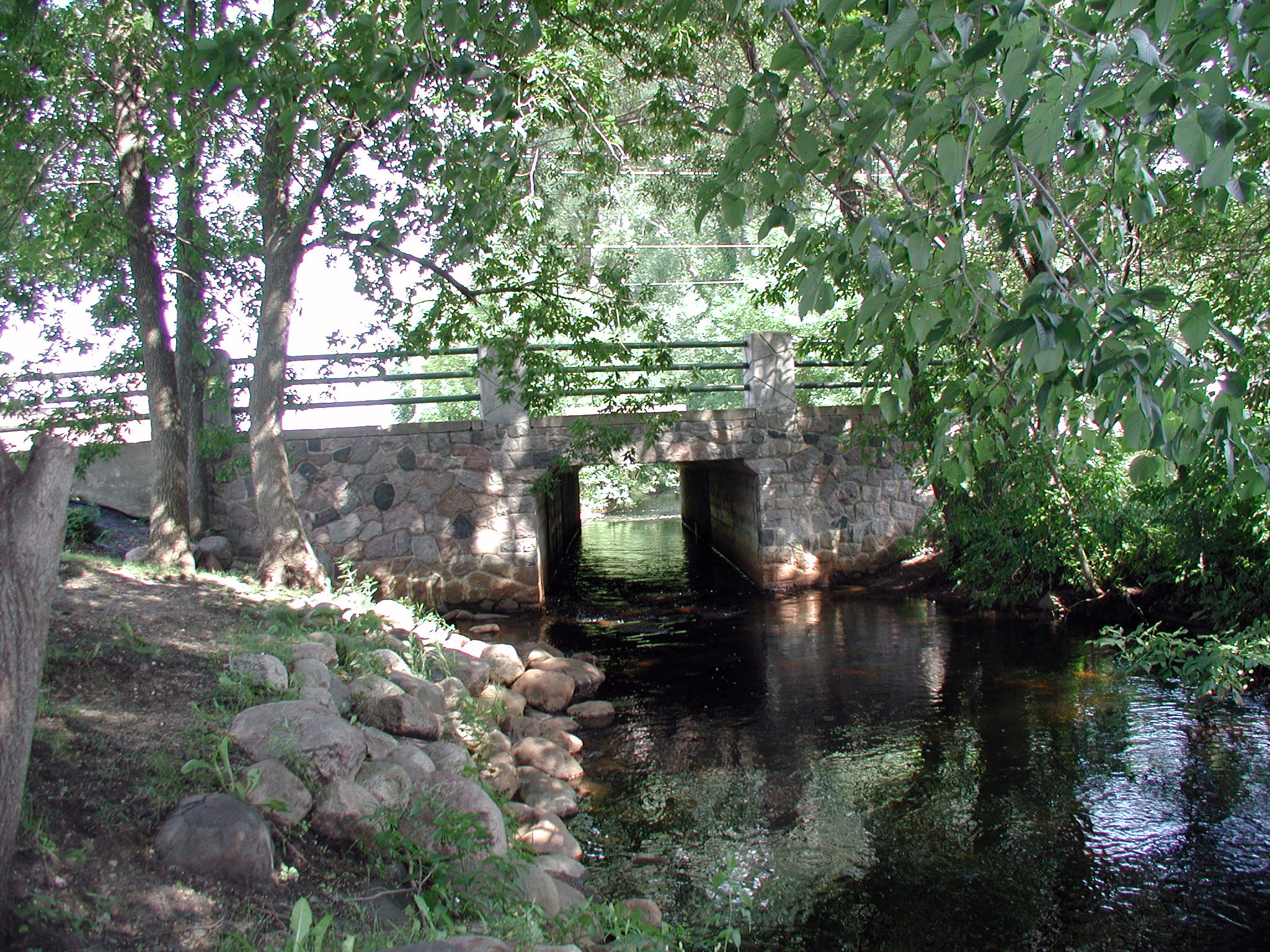
Bruk (North Two River, Minnesota State Highway MN 238)
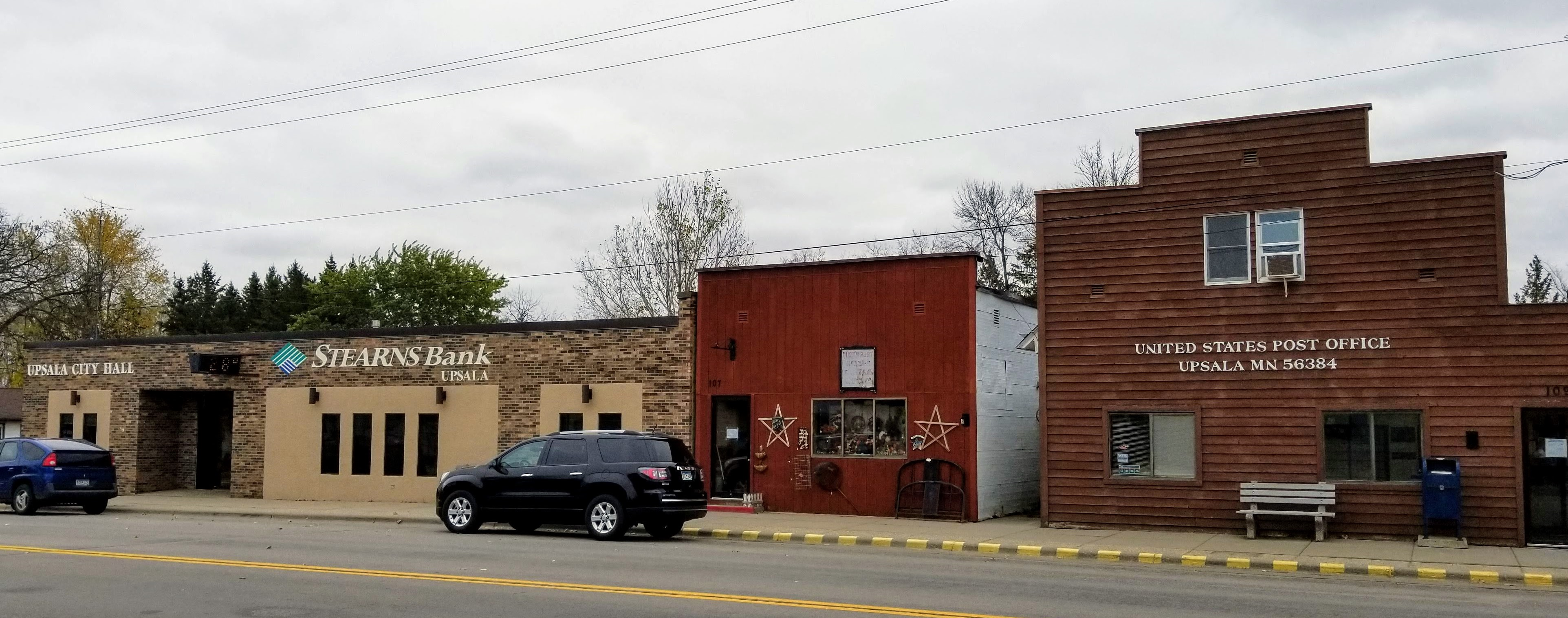
Upsala
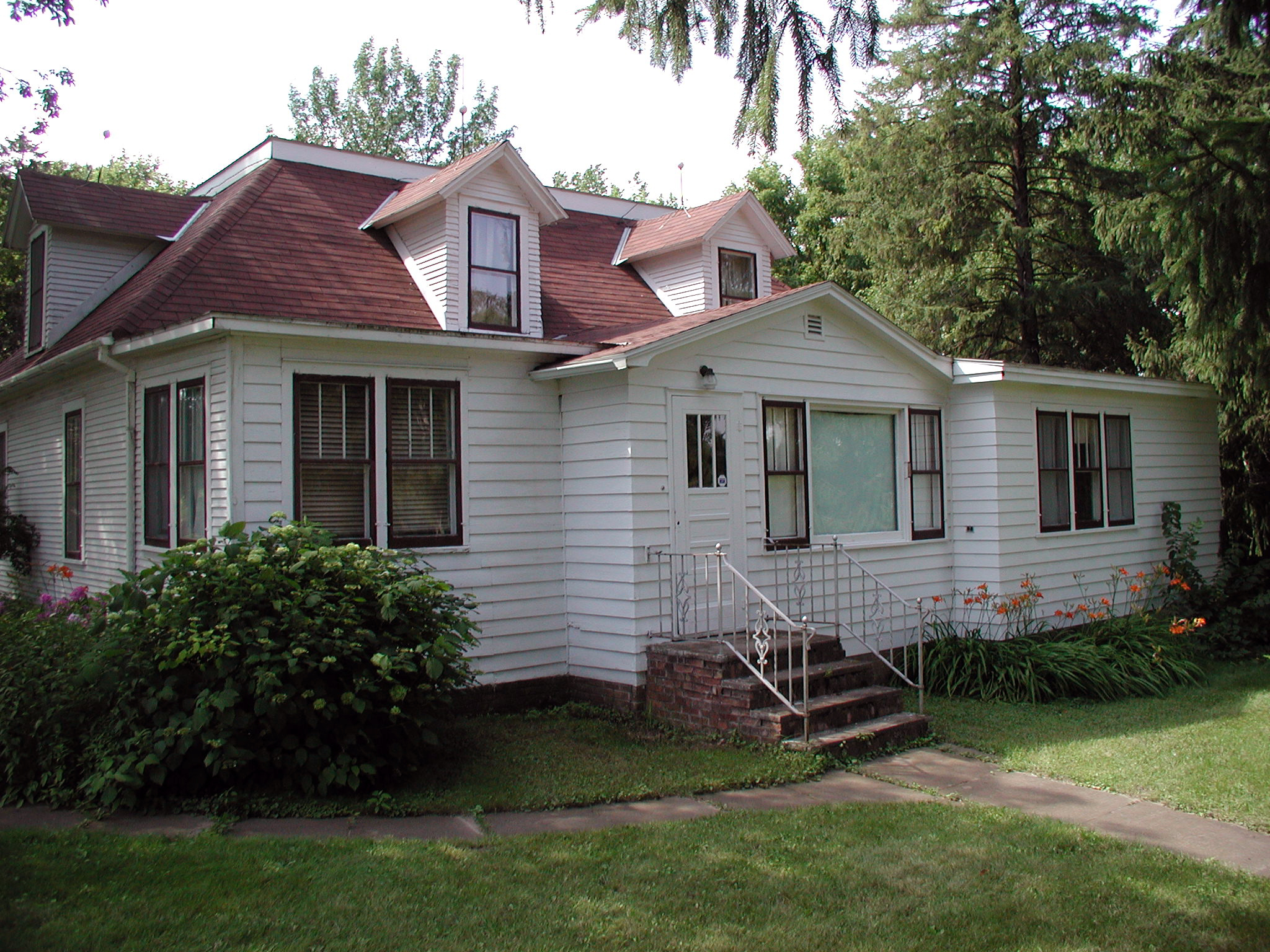
Borgstrom House Museum
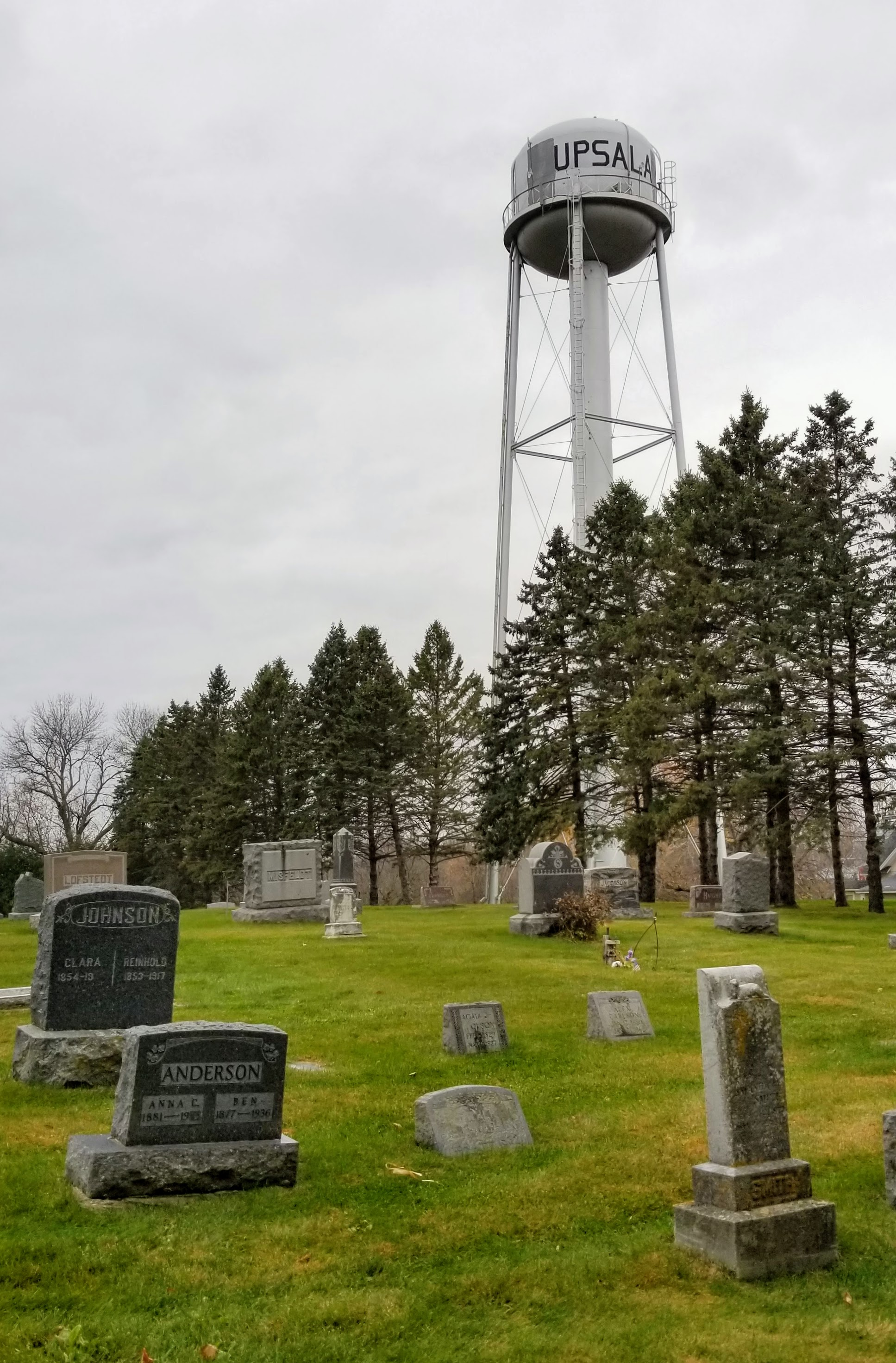
Upsala Covenant Church Cemetery